# Triantáfyllos Macherídis
Triantáfyllos Macherídis, (en grec moderne : Τριαντάφυλλος Μαχαιρίδης) né le 10 novembre 1973 à Dráma, est un footballeur grec qui évoluait principalement au poste de défenseur central, mais aussi en tant que milieu défensif.

## Biographie
Macherídis commence sa carrière professionnelle en 1990 dans le club de sa ville natale, le Pandramaikos (en). Après deux passages entre le Pandramaikos et le AO Xanthi, Triantafyllos signe en 1996 pour l’un des grands clubs du football grec, l’AEK Athènes FC.
Son passage au sein du club athénien s’avère rapidement fructueux : lors de sa première apparition, son équipe remporte la Supercoupe de Grèce en battant le Panathinaïkos aux tirs au but. Il est également un élément clé de l’équipe de l’AEK qui remporte la Coupe de Grèce en 1997. Après deux saisons couronnées de succès avec l’AEK, Macherídis rejoint le PAOK Salonique dans le cadre d’un échange avec Paris Zouboulis (en).
Le 30 décembre 1999, Macherídis est recruté par le SL Benfica du Portugal, alors dirigé par l’entraîneur allemand Jupp Heynckes. Il fait ses débuts avec les Encarnados le 9 janvier 2000 lors du derby de Lisbonne face au Sporting CP.
Bien que son passage à Benfica soit de courte durée, Macherídis est régulièrement utilisé. Le club termine finalement à la troisième place du championnat portugais derrière le FC Porto et le Sporting CP. Il termine la saison 1999–2000 avec seize apparitions à son actif.
Lors du mercato de l'été 2000, Macheridis ne se présente pas à la présaison, ce qui suscite la menace d’une indemnité à verser à Benfica pour rupture unilatérale de contrat. Après plusieurs négociations, il est prêté au Kalamata pour le reste de la saison, avant de quitter définitivement le club en juin 2001.
Après son départ de Benfica, Triantáfyllos signe avec l'Alki Larnaca à Chypre, où il reste pendant deux saisons, avant de revenir en Grèce sous les couleurs du Dóxa Dráma et de l'AO La Canée.

## Palmarès
AEK Athènes FC
- Coupe de Grèce :
  - Vainqueur : 1996-97.

- Supercoupe de Grèce :
  - Vainqueur : 1996.

 Alkí Larnaca
- Championnat de Chypre D2 :
  - Vainqueur : 2000-01.